# .ci
.ci là tên miền Internet cấp quốc gia (ccTLD) dành cho Bờ biển Ngà (Côte d'Ivoire)